# Пастус-Бонс

Пастус-Бонс на карте штата.

Пастус-Бонс (порт. Pastos Bons) — муниципалитет в Бразилии, входит в штат Мараньян. Составная часть мезорегиона Восток штата Мараньян. Входит в экономико-статистический микрорегион Шападас-ду-Алту-Итапекуру. Население составляет 18 067 человек на 2010 год. Занимает площадь 1635,317 км². Плотность населения — 11,05 чел./км².

## Демография
Согласно сведениям, собранным в ходе переписи 2010 г. Национальным институтом географии и статистики (IBGE), население муниципалитета составляет:
| Полное население                               | Полное население                               | Полное население                               | Полное население                               | 18 067 |
| ---------------------------------------------- | ---------------------------------------------- | ---------------------------------------------- | ---------------------------------------------- | ------ |
| в том числе:                                   | Городское население                            | 12 307                                         | Процент городского населения, %                | 68,12  |
|                                                | Сельское население                             | 5760                                           | Процент сельского населения, %                 | 31,88  |
|                                                | Мужское население                              | 9179                                           | Процент мужского населения, %                  | 50,81  |
|                                                | Женское население                              | 8888                                           | Процент женского населения, %                  | 49,19  |
| Плотность населения, чел/км²                   | Плотность населения, чел/км²                   | Плотность населения, чел/км²                   | Плотность населения, чел/км²                   | 11,05  |
| Население муниципалитета в % к населению штата | Население муниципалитета в % к населению штата | Население муниципалитета в % к населению штата | Население муниципалитета в % к населению штата | 0,27   |

По данным оценки 2016 года, население муниципалитета составляет 18 999 жителей.

## История
Город основан 28 июля 1938 года.

## Статистика
- Валовой внутренний продукт на 2003 год составляет 24 227 065,00 реалов (данные: Бразильский институт географии и статистики).
- Валовой внутренний продукт на душу населения на 2003 год составляет 1506,94 реалов (данные: Бразильский институт географии и статистики).
- Индекс развития человеческого потенциала на 2000 год составляет 0,613 (данные: Программа развития ООН).